# Mâlain
Mâlain és un municipi francès, situat al departament de la Costa d'Or i a la regió de Borgonya - Franc Comtat. L'any 2007 tenia 691 habitants.

## Demografia

### Població
El 2007 la població de fet de Mâlain era de 691 persones. Hi havia 271 famílies, de les quals 70 eren unipersonals (27 homes vivint sols i 43 dones vivint soles), 81 parelles sense fills, 97 parelles amb fills i 23 famílies monoparentals amb fills.
La població ha evolucionat segons el següent gràfic:
Habitants censats

### Habitatges
El 2007 hi havia 369 habitatges, 281 eren l'habitatge principal de la família, 41 eren segones residències i 46 estaven desocupats. 346 eren cases i 19 eren apartaments. Dels 281 habitatges principals, 236 estaven ocupats pels seus propietaris, 43 estaven llogats i ocupats pels llogaters i 3 estaven cedits a títol gratuït; 2 tenien una cambra, 8 en tenien dues, 43 en tenien tres, 64 en tenien quatre i 165 en tenien cinc o més. 196 habitatges disposaven pel capbaix d'una plaça de pàrquing. A 113 habitatges hi havia un automòbil i a 144 n'hi havia dos o més.

### Piràmide de població
La piràmide de població per edats i sexe el 2009 era:
| Homes | Edats   | Dones |
| ----- | ------- | ----- |
| 0     | 95 o +  | 0     |
| 0     | 90 a 94 | 0     |
| 16    | 85 a 89 | 12    |
| 8     | 80 a 84 | 24    |
| 8     | 75 a 79 | 16    |
| 4     | 70 a 74 | 12    |
| 12    | 65 a 69 | 8     |
| 20    | 60 a 64 | 20    |
| 16    | 55 a 59 | 12    |
| 32    | 50 a 54 | 40    |
| 32    | 45 a 49 | 8     |
| 44    | 40 a 44 | 44    |
| 32    | 35 a 39 | 32    |
| 12    | 30 a 34 | 20    |
| 12    | 25 a 29 | 20    |
| 12    | 20 a 24 | 12    |
| 28    | 15 a 19 | 40    |
| 28    | 10 a 14 | 12    |
| 36    | 5 a 9   | 28    |
| 16    | 0 a 4   | 16    |

## Economia
El 2007 la població en edat de treballar era de 450 persones, 332 eren actives i 118 eren inactives. De les 332 persones actives 313 estaven ocupades (158 homes i 155 dones) i 21 estaven aturades (11 homes i 10 dones). De les 118 persones inactives 53 estaven jubilades, 42 estaven estudiant i 23 estaven classificades com a «altres inactius».

### Ingressos
El 2009 a Mâlain hi havia 290 unitats fiscals que integraven 714 persones, la mediana anual d'ingressos fiscals per persona era de 20.083 €.

### Activitats econòmiques
Dels 28 establiments que hi havia el 2007, 3 eren d'empreses de fabricació d'altres productes industrials, 12 d'empreses de construcció, 3 d'empreses de comerç i reparació d'automòbils, 1 d'una empresa de transport, 2 d'empreses financeres, 2 d'empreses de serveis, 4 d'entitats de l'administració pública i 1 d'una empresa classificada com a «altres activitats de serveis».
Dels 11 establiments de servei als particulars que hi havia el 2009, 1 era una oficina bancària, 3 paletes, 1 fusteria, 4 lampisteries, 1 electricista i 1 empresa de construcció.
L'únic establiment comercial que hi havia el 2009 era una floristeria.
L'any 2000 a Mâlain hi havia 4 explotacions agrícoles que ocupaven un total de 256 hectàrees.

## Equipaments sanitaris i escolars
El 2009 hi havia 1 escola maternal integrada dins d'un grup escolar amb les comunes properes formant una escola dispersa i 1 escola elemental integrada dins d'un grup escolar amb les comunes properes formant una escola dispersa.

## Poblacions properes
El següent diagrama mostra les poblacions més properes.